# كيرت باومغارتنر
كيرت باومغارتنر (بالألمانية: Kurt Baumgartner)‏ (مواليد 29 مارس 1943) هو ملاكم نمساوي، مثّل بلاده في الألعاب الأولمبية الصيفية 1968.

## روابط خارجية
كيرت باومغارتنر على موقع أوليمبيديا (الإنجليزية)